# Larnax

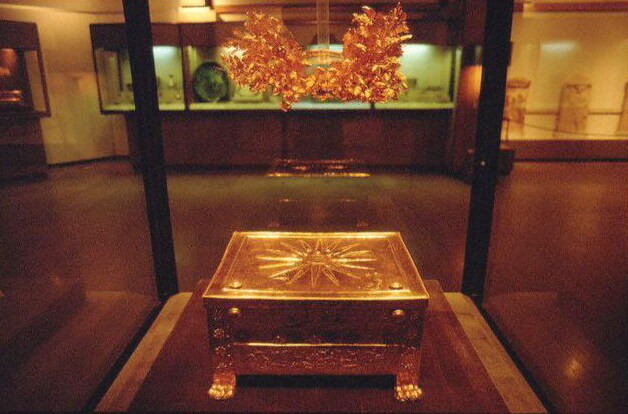
La larnax et la couronne en or de Philippe II de Macédoine (musée de Vergina, Grèce).

La larnax (en grec ancien Λαρναξ) est, dans la Grèce antique, un petit cercueil, boîte ou récipient  fréquemment utilisé pour recueillir des restes humains, soit une dépouille repliée sur elle-même, soit des cendres de crémation.
Les premières larnakes sont apparues pendant la civilisation minoenne, datant de l'âge du bronze grec. Elles prenaient alors la forme d'un coffre de céramique imitant un coffre en bois, peut-être inspiré du modèle des coffres en lin égyptiens. Elles étaient richement décorés de motifs abstraits, de pieuvres et de scènes de chasse ou de culte.
Durant l'époque hellénistique, quelque huit siècles plus tard, les larnakes en forme de petit sarcophage de terracotta sont à la mode et entrent dans les coutumes ; plusieurs d'entre eux étaient peints dans le même style que les vases de la même époque. Dans de rares cas particuliers, des larnakes de matériaux précieux ont été fabriquées, telles que celle en or datant du IVe siècle av. J.-C. (époque classique) retrouvée à  Vergina au nord de la Grèce. Elle comporte un motif de soleil sur le couvercle (soleil de Vergina) : on pense que la tombe dans laquelle elle a été découverte est celle du roi Philippe II de Macédoine, père d'Alexandre le Grand.

## La tombe dite «de Philippe II»

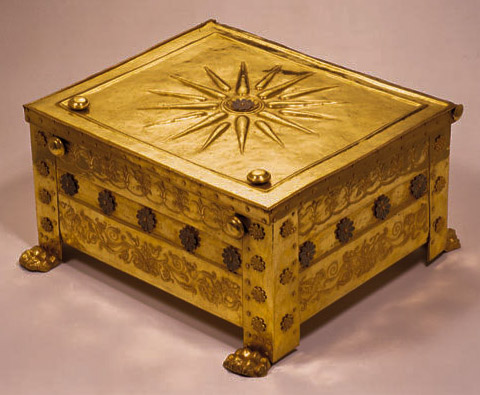
Larnax en or de la tombe de Philippe II de Macédoine représentant le soleil de Vergina

Aigai fut la première capitale du royaume de Macédoine, avant d'être supplantée par Pella. À Aigéai fut découverte une tombe à deux chambres : un vestibule et la chambre funéraire proprement dite. Elle est couverte d'une voûte en berceau et présente une façade uniquement décorative et sans lien structurel avec le reste du bâtiment. Dans le vestibule, on a trouvé une larnax abritant les restes d'une femme. Dans la chambre principale, une autre larnax contenait les restes d'un homme dont le crâne présente une blessure similaire à celle que Philippe II reçut à l'arcade sourcilière droite en 354 av. J.-C. Des nombreux bijoux et objets précieux ont été découverts : outre les larnax en or ornés de l'étoile ou du symbole solaire dit « Soleil de Vergina », des armes (cuirasse, bouclier, cnémides, gorytos), une œnochoé en or, une couronne de feuilles de chêne en or, une couronne de myrte dorée, un diadème et des figurines sculptées en ivoire. Il convient de signaler que l'identification du défunt comme étant Philippe II a été contestée par certains chercheurs, qui préféraient y voir Philippe Arrhidée, le demi-frère d'Alexandre le Grand, qui lui succéda en 323 av. J.-C. Cependant, la trace de blessure à l'arcade sourcilière, le fait que les cnémides trouvées dans l'antichambre sont de longueurs inégales semblent confirmer l'identification de Philippe II. Sur la façade, à la place du fronton, se déploie une frise de 1,1 m de haut à fond blanc (leukomenos pinax), caractéristique de l'art funéraire. Elle représente une scène de chasse royale dont le thème est récurrent dans toute l'Antiquité (Ninive) : dix chasseurs, dont trois à cheval, s'attaquent à quatre animaux (un lion, un sanglier, un ours, un cerf). On identifie le premier cavalier comme Philippe II et le deuxième comme son fils Alexandre, pour qui c'est une manière de revendiquer ses prétentions au trône. La composition paratactique de la scène alterne des lignes obliques, tantôt convergentes, tantôt divergentes, et des verticales, ce qui a pour effet d'élargir la scène, tout en concentrant le regard sur la scène centrale de la chasse au lion, gibier royal par excellence. La décoration de cette tombe, datée de 336 av. J.-C. (année de la mort de Philippe II), serait une œuvre de jeunesse de Philoxène d'Érétrie.